# Lucio Tiberio Claudio Pompeiano
Lucio Tiberio Claudio Pompeiano Commodo(?) (in latino Lucius Tiberius Claudius Pompeianus; fl. 231) è stato un militare romano oltre che e un senatore.
Originario di Antiochia, era figlio di Lucio Aurelio Commodo Pompeiano, console del 209. Ottenne il consolato del 231. Fino al ritrovamento di un diploma militare recante il suo nome, era noto semplicemente come Claudio Pompeiano.